# 四位広猫
四位 広猫（しい ひろね）は、日本のイラストレーター・漫画家。

## 作品リスト

### 挿絵

#### ライトノベル・少女小説

##### 集英社スーパーファンタジー文庫
- 星魔バスター（丘野ゆうじ著、全9巻+外伝）

1. 闘士覚醒（1991年）
2. 憑鬼挽歌（1991年）
3. 聖剣烈死（1991年）
4. 魔騎妖闘（1991年）
5. 修羅獣変（1992年）
6. 夢幻炎上（1992年）
7. 拳魔星戦（1992年）
8. 闘竜伝説・上（1992年）
9. 闘竜伝説・下（1993年）
10. 外伝・星魔バスターR 破界戦士（1994年）

- スターウィザード（丘野ゆうじ著、1993年 - 1997年、全7巻）
- ネオ・エンジェルズ（丘野ゆうじ著、全4巻）

1. 凶面の夜（1993年）
2. 超人戦記（1994年）
3. 死天使の嗤い（1994年）
4. 闇の狩歌（1995年）

##### 集英社コバルト文庫
- ティタニアは銀の翼で（一色みんと著、全2巻）

1. ニーニアン城の幽霊（1992年）
2. 悦楽のアバトン（1993年）

- 蒼天の王（久嶋薫著、1994年）
- ブラック・キャット（新井素子著、3～4巻）※表紙のみ

3.キャスリング〈前編〉 ブラック・キャット3（1994年）
4.キャスリング〈後編〉 ブラック・キャット3（1994年）
5.チェックメイト〈前編〉ブラック・キャット4（2003年）
6.チェックメイト〈後編〉ブラック・キャット4（2003年）
- リフレイン! 〜アムール達の伝言〜（香山暁子著、1996年）
- コラリーとフェリックスシリーズ（橘香いくの著、全18巻+全7巻）
  - 有閑探偵コラリーとフェリックスの冒険

  1. 薔薇の埋葬（1997年）
  2. お城には罠がある!（1998年）
  3. カブラルの呪われた秘宝（1998年）
  4. 王国、売ります!（1999年）
  5. 翡翠の眼（1999年）
  6. 奈落の女神（1999年）
  7. ふたりで泥棒を（2000年）
  8. 革命はお茶会のあとで（2000年）
  9. ローランスは猫日和（2000年）
  10. 楡屋敷の怪人（2000年）
  11. 黒い塔の花嫁（2001年）
  12. 影の姉妹（2001年）
  13. 踊る王宮の午後（2001年）
  14. 緋色の檻〈前編〉（2002年）
  15. 緋色の檻〈後編〉（2002年）
  16. 盗まれた蜜月〈前編〉（2003年）
  17. 盗まれた蜜月〈後編〉（2003年）
  18. 日曜日には探偵を（2004年）

  - コラリーとフェリックスのハネムーン・ミステリー

  1. 海の上の暗殺者（2004年）
  2. 迷宮の記憶（2005年）
  3. 密林の至宝（2005年）
  4. 霧の中の恋人（2005年）
  5. 眠り姫をさがして（2006年）
  6. 狼たちの帝国（2006年）
  7. 結婚式は大騒ぎ!（2006年）
- いつか猫になる日まで 新装版（新井素子著、2005年）
- あたしの中の…… 新装版（新井素子著、2005年）
- 楽園ヴァイオリン クラシック ノート（友桐夏著、2007年）
- 平安ロマンティック・ミステリー 嘘つきは姫君のはじまり（松田志乃ぶ著、集英社コバルト文庫、全13巻）

1. ひみつの乳姉妹（2008年）
2. 見習い姫の災難（2008年）
3. 恋する後宮（2009年）
4. 姫盗賊と黄金の七人（前編）（2009年）
5. 姫盗賊と黄金の七人（後編）（2009年）
6. ふたりの東宮妃（2010年）
7. 東宮の求婚（2010年）
8. 寵愛の終焉（2010年）
9. 少年たちの恋戦（2011年）
10. 初恋と挽歌（2011年）
11. 千年の恋人（2011年）
12. 夢見るころを過ぎても（短編集）（2012年）
13. 貴公子は恋の迷惑（短編集）（2012年）

- 薔薇に雨 孤高の王子に捧げる初恋（東堂燦著、2014年）

##### 講談社X文庫ホワイトハート（青緑）
- カリ・カレアの娘（飛沢磨利子著、全3巻）

1. 赤い髪のガッシュ（1994年）
2. 閉ざされた大地（1995年）
3. 炎の結界（1995年）

- 隣界ハンターシリーズ（飛沢磨利子著、全6巻）

1. 雷鳴の訪問者（1996年）
2. 緑の人形使い（1996年）
3. 天使の幼虫（1996年）
4. 孤哀の少女（1996年）
5. 異郷の美姫（1997年）
6. 砂上の楽園（1997年）

- 霊鬼綺談（小早川恵美著、全6巻）

1. 妖狐の舞う夜（1997年）
2. 怨讐の交差点（1997年）
3. 封印された夢（1998年）
4. 冬の緋桜（1998年）
5. 殺生石伝説（1999年）
6. 科戸の風（1999年）

##### 新書館ウィングス・ノヴェルス
- 舞夢・マイム・クライム あなたのそばで踊らせて（高館薫著、1996年）

##### 小学館キャンバス文庫
- 真紅の封印 闇のレクイエム（小沢淳著、1998年）

##### 角川ビーンズ文庫
- 篁破幻草子（結城光流著、全5巻）

1. あだし野に眠るもの（2000年）
2. ちはやぶる神のめざめの（2001年）
3. 宿命よりもなお深く（2005年）
4. 六道の辻に鬼の哭く（2006年）
5. めぐる時、夢幻の如く（2007年）

- めぐりの蝶の宝珠姫（上領アヤ著、2002年）
- 那智と銀狼シリーズ（霜島ケイ著、全3巻）

1. 明日に向かって祓え!（2003年）
2. 風と共に祓え!（2004年）
3. 祓うのは奴らだ!（2004年）

##### KADOKAWAビーズログ文庫
- お嬢様にしかできない職業（悠木美羽著、全3巻）

1. 公爵様の婚活事情（2014年）
2. 恋に奥手なお姫様（2014年）
3. 花婿様の愛の告白（2014年）

#### ボーイズラブ小説

##### 青磁ビブロス（単行本）
- 花郷の落胤（松殿典子著、1993年）

##### 小学館パレット文庫
- STRAY BOYS物語（夏樹碧著、全3巻）

1. 親愛なる君へ（1996年）
2. 君に逢いたい（1996年）
3. 愛しき君に（1996年）

##### 角川ルビー文庫
- MIKOTO 今夜も僕は眠れない（菜槻さあり著、1997年）

##### ワニブックスKIRARA NOVELS
- 幸福の王子さま（池戸裕子著、1998年）

##### ハイランド ラキア・スーパーエクストラ・ノベルズ
- サンクチュアリ（雪代鞠絵著、2004年）

##### 竹書房ラヴァーズ文庫
- 泳ぐボクらの恋（大槻はぢめ著、2004年）

##### プランタン出版LAPIS more
- 恋の柩（シギナヲコ著、2005年）
- 君に捧げる赤い薔薇（紫真晶著、2007年）

##### 海王社ガッシュ文庫
- 禁じられたX（水島忍著、2007年）

##### フロンティアワークス ダリア文庫
- 従順なカラダ 意固地な唇（前田栄著、2008年）
- 溺愛の誘惑 とまどいの衝動（前田栄著、2009年）

#### ティーンズラブ小説

##### コスミック出版マリーローズ文庫
- 眠れる姫のガーディアン 愛しすぎた伯爵（水島忍著、2012年）

##### 集英社シフォン文庫
- 嘘のむくい、甘やかな罰（あまおう紅著、2012年）
- 苺姫と堅物騎士の恋の手引き 〜眠れる乙女の純潔〜（しらせはる著、2013年）
- 光源氏と不機嫌な花嫁 初恋は葵の秘めごと（春秋子著、2013年）

##### ハーパーコリンズ・ ジャパン ヴァニラ文庫
- 執着愛～囚われの巫女は王子に奪われる～（鐘刻マコモ著、2014年）

### 漫画

#### パロディ作品
- オレが隊長だ!!（アンソロジー、1992年、ラポート）※伝説の勇者ダ・ガーン
- Joy ride（1994年、ラポート）※新世紀GPXサイバーフォーミュラ

#### オリジナル作品

##### 一般向け漫画
- 天虹船（1994年 - 1997年、ビブロス、全2巻）
- 晴れ、ときどき天使（1995年、角川書店）
- Toy×children（1998年、角川書店）
- 君と僕の、ドキドキ。（1997年、新書館）
- 太陽が待っている（1998年 - 2000年、新書館、全3巻）
- 影の森 月の船（1999年 - 2000年、ホーム社）
- オズと魔法使いたち（2002年 - 2003年、新書館、全3巻）

##### ボーイズラブ漫画
- 金砂迷宮（1995年 - 1997年、徳間書店、全2巻）
- レンアイシネマ（2008年、海王社）
- モザイクの海（2008年、海王社）
- 坂の上の楽園（2009年、光文社）

##### ガールズラブ漫画
- Sis［秘密の恋心］Kobunshaアンソロジー（アンソロジー、2012年、光文社）

#### コミカライズ作品
- 螢月夜に君の名を 篁破幻草子（2001年、角川書店、結城光流原作）

### その他
- 画材 アイシー漫画原稿用紙（イラスト、1990年代）